# 甘肅冒賑案
甘肃冒赈案，又称甘肃米案，是乾隆四十六年（1781年）在甘肃发生的一起地方官员以“赈灾”为名，共谋作弊、肆意侵贪的大案，牵涉总督、布政使及以下道、州、府、县官员113人，追缴赃银281余万两，波及直隶、盛京、江苏、浙江、云南等几个省，震动全国，时称“甘肃冒赈案”。

## 背景
甘肃因常發生災難，有「捐粮为监」，即「捐监」的習俗，就是就是平民透過捐納取得國子監监生的身份，是一種榮耀，也可以應鄉試。但此事因為常有弊端，後被廢除。

## 经过
乾隆三十九年（1774年），陕甘总督勒尔谨以甘肃地瘠民贫，仓储不足，请求实行「捐监」，以糧食充实仓储，乾隆帝在大學士于敏中的遊說下批准，但只能徵收「本色」（即麥豆等糧食），而不能徵收「折色」（即銀兩）。
乾隆派出浙江布政使王亶望前往甘肃主持「捐监」，王亶望与勒尔谨勾结，将捐监本色豆麦改成折色银两，朝廷规定每名监生須捐粮四十三石（時價一石糧約一兩白銀），王亶望把粮食改收白银四十七两，另外加收辦公銀、紙張費八兩的手續費，合計五十五兩白銀，为王亶望及各级官吏中饱私囊提供了便利，當時貪汙甚多，如果官員不向王亶望行賄，就無法與王亶望見面。時有諺語：“一千两见面，两千两吃饭，三千两射箭。”。至四十二年初，王亶望稱全省已开销监粮六百余万石，約十五萬人捐得監生資格，而捐監之事，王全都交由其親信蘭州知府蔣全迪全權一手處理。乾隆四十二年初，朝廷派刑部尚书袁守侗前往甘肃开仓查粮，發現並無不妥，原來甘肃官员在粮仓的下面铺架木板，並撒上谷物，袁守侗也認定是“粮仓满囤”。袁守侗回京奏称“仓粮系属实贮”，乾隆帝信以为真。
乾隆四十二年五月，王亶望以賑災「有功」，升浙江巡抚，改由王廷贊接任布政使一职，王廷贊擔心生變，本想要奏請停止捐監，但怕王亶望等一干人等的罪行東窗事發，又被利益蒙蔽，乾隆四十二年六月至四十六年初，王廷赞在任上又办理监粮500多万石，也大獲其財。自乾隆三十九年至四十六年，七年間，產生約三十萬名監生，收銀約一千五百餘萬兩。

## 案发

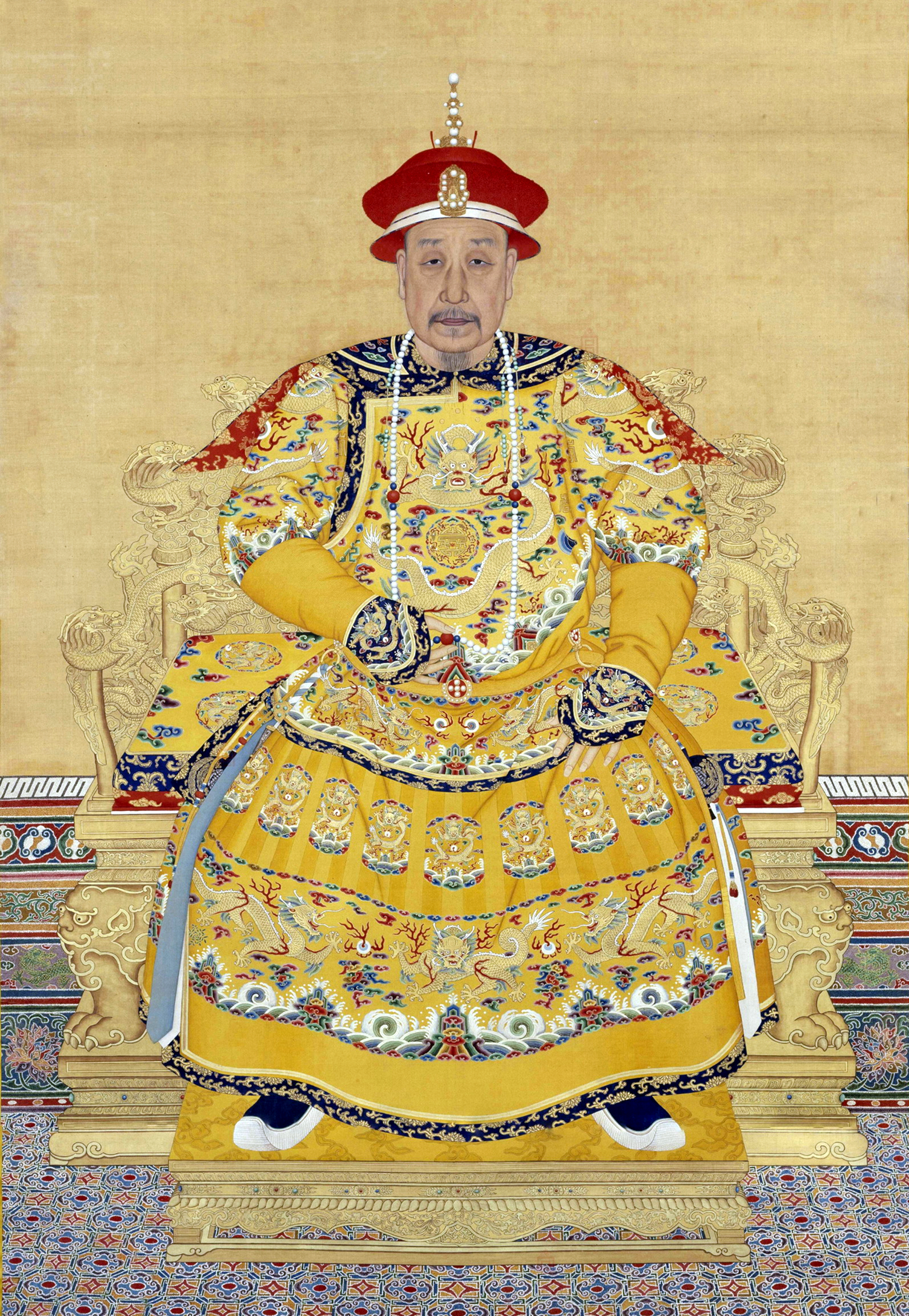
处理此案的乾隆皇帝

乾隆四十六年，大学士阿桂赴浙江勘察海塘工程時，弹劾杭嘉湖道王燧和嘉兴知府陈虞盛贪腐，以致民怨沸腾，王亶望任浙江巡抚时，王燧、陈虞盛均为其亲信，是年二月，阿桂查出“王遂赀产多至二十余万两”，此事牽連到王亶望。皇帝怀疑与王亶望有关，下令逮捕王燧，严查有无“交通情事”。時值河州回民苏四十三起義，勒爾謹作戰屢敗，布政使王廷赞奏说：“臣甘愿将历年积存養廉銀四万两，缴贮甘肃藩库，以资兵饷。”乾隆非但沒有嘉許他的忠誠，反而認為他不應該有如此鉅額財產，传谕阿桂和署理陕甘总督李侍尧，访查王廷贊收入與官職不相稱問題。
阿桂前往甘肅鎮壓河州回變時屢次奏報軍情，因雨延誤用兵，可見當時甘肅並無旱象。乾隆帝派侍郎楊魁到浙江會同巡撫陳輝祖嚴審王亶望。乾隆四十六年，加恩賜勒尔谨自盡，主犯王亶望自知罪無可饒，請求凌遲，後處斬立決，原念王廷赞蘭州守城有功，處絞監候，後因案情重大改處絞立決，處蔣全迪斬立決；依《大清律例》，所有涉案官員皆須正法，但考量影響太大，當時乾隆給阿桂定的規則是：侵吞銀兩達兩萬兩以上，判斬立決；一萬至兩萬兩，判斬監候；一千到一萬兩，先擬斬監候，後再定奪之；一千兩以下，流放三千里，最後陸續被正法的官員達五十六名，免死被流放官員達四十六名；按察使福宁，因坦白交代，获“从宽留任，八年无过，方准开复。”乾隆帝稱此案“甘肃此案，上下沟通，侵弩剥民，盈千累方，为从来未有之奇贪异事，案內各犯，俱屬法無可貸”。此後甘肅、陝西之捐監停止。

## 余波
乾隆帝处理甘肃冒赈案之時，曾派闽浙总督兼浙江巡抚陈辉祖查抄王亶望家财，没收亶望财产折合白银300万两。乾隆四十七年七月有关官员将查抄财物解送内府时，乾隆帝却发现王亶望有一批玉器沒有在查抄清單上，因而起疑，又专派阿桂、福长安等至浙江调查此案，發現陳輝祖竟聯合安徽布政使國棟、浙江布政使李封、按察使陳淮、王杲等人，私吞王亶望家财，乾隆四十八年（1783年）二月，陳輝祖亦賜死。